# Anastassija Pawlowna Tjurina

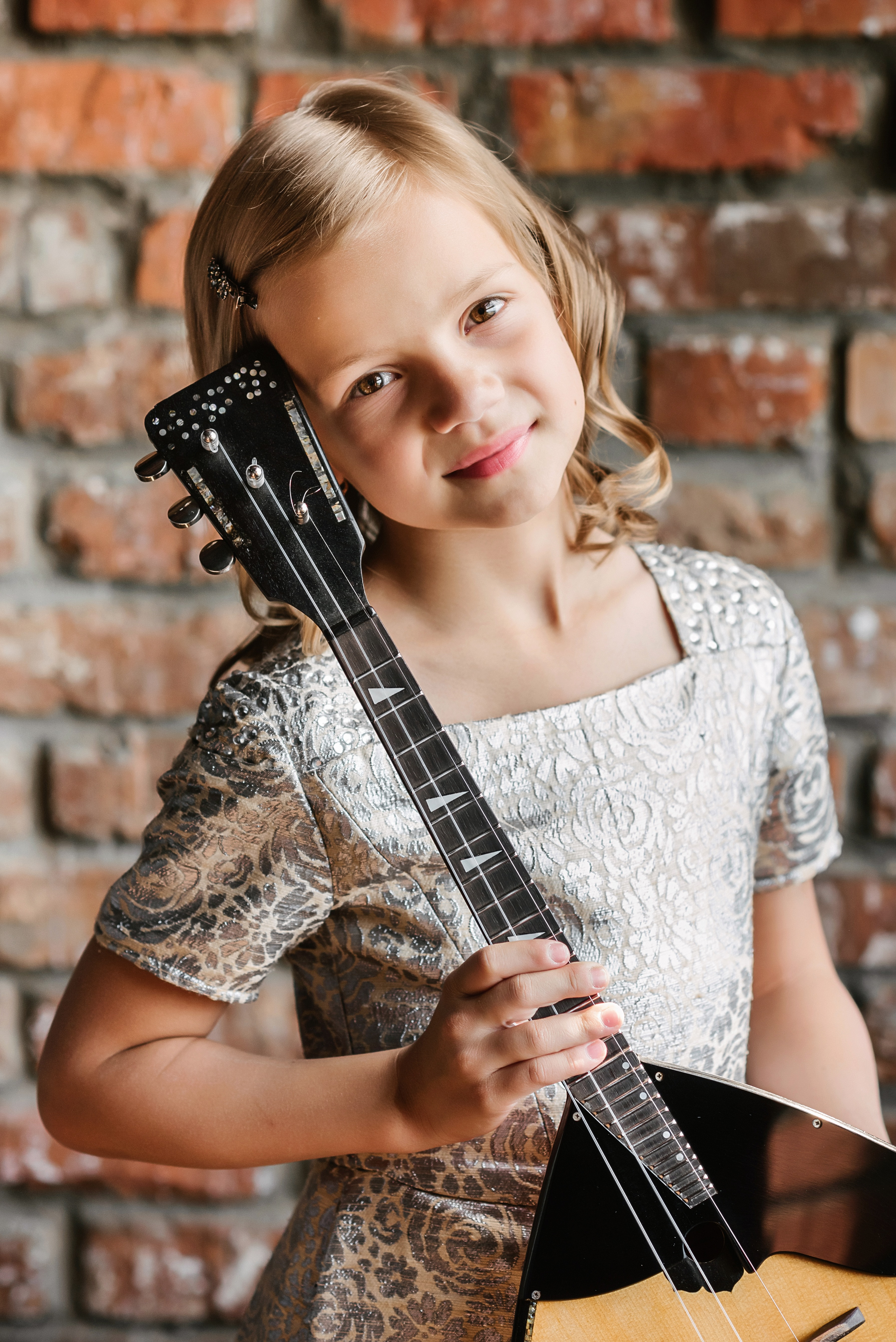
Anastassija Tjurina

Anastassija Pawlowna Tjurina (russisch Анастасия Павловна Тюрина, wiss. Transliteration Anastasija Pavlovna Tjurina; geb. 13. Oktober 2010 in Tambow) ist eine russische Musikerin und Balalaika-Spielerin.
Sie ist Gewinnerin einer großen Anzahl von russischen und internationalen Wettbewerben und tritt bereits in den großen russischen Konzertsälen und in verschiedenen musikalischen Genres (Folk, Jazz, Rock) auf. Dabei arbeitet sie mit führenden Orchestern des Landes für russische Volksinstrumente, auch mit verschiedenen russischen Symphonieorchestern zusammen.
Tjurina wirkt auch regelmäßig bei den Programmen des Pianisten Denis Mazujew mit.
Zu ihren Bravourstücken zählt die Konzertsinfonie für Balalaika und Orchester von Alexander Zygankow.